# Dale Barlow
Dale Barlow (* 25. Dezember 1959 in Sydney, Australien) ist ein australischer Jazzmusiker (Tenor- und Sopransaxophon, Komposition), der in der Hardbop-Tradition steht.
Barlow spielte als Kind Klavier und lernte dann klassische Flöte und Klarinette. Er entdeckte dann das Altsaxophon und wechselte mit achtzehn Jahren zum Tenor. Dann studierte er Jazz am New South Wales Conservatory. 1979 spielte er auf dem Monterey Jazz Festival mit einer jungen australischen Band; dann nahm er mit Peter O’Mara auf. 1982 und 1983 setzte er seine Studien in New York City fort. Dann arbeitete er mit Sonny Stitt, Art Blakey, Richie Cole, Cedar Walton, Indra Lesmana, Billy Cobham, Dizzy Gillespie, Paul Grabowsky, Adrian Mears und Billy Higgins, mit denen er teilweise auch auf Europatournee war. In Europa leitete er auch eigene Gruppen.

## Diskographische Hinweise
- Hipnotation (Spiral Scratch Records 1990, mit Eddie Henderson)
- Horn (Spiral Scratch Records, 1990)
- Jazz Juice (Hipnotation Records, 1992)
- Dale Barlow/George Coleman, Jr./Mark Fitzgibbon/Sam Anning: Treat Me Gentle (Jazzhead, 2007)
- Dale Barlow Live (JazzHead Oz, 2008)
- Where We Live (Hipnotation Records)

## Lexigraphische Einträge
- Ian Carr, Digby Fairweather, Brian Priestley: Rough Guide Jazz. Der ultimative Führer zur Jazzmusik. 1700 Künstler und Bands von den Anfängen bis heute. Metzler, Stuttgart/Weimar 1999, ISBN 3-476-01584-X.